# Чишма (Кармаскалинський район)
Чишма́ (рос. Чишма, башк. Шишмә) — присілок у складі Кармаскалинського району Башкортостану, Росія. Входить до складу Адзітаровської сільської ради.
Населення — 84 особи (2010; 81 в 2002).
Національний склад:
- башкири — 93 %